# Iranella
Iranella is een geslacht van rechtvleugeligen uit de familie Dericorythidae. De wetenschappelijke naam van dit geslacht is voor het eerst geldig gepubliceerd in 1922 door Uvarov.

## Soorten
Het geslacht Iranella omvat de volgende soorten:
- Iranella eremiaphila Uvarov, 1922
- Iranella rugosa Shumakov, 1956
- Iranella simonettai La Greca, 2004
- Iranella turcmena Bey-Bienko, 1948